# Гауэрман, Якоб
Якоб Гауэрман (нем. Jakob Gauermann; 3 сентября 1773, Эффинген близ Штутгарта — 27 марта 1843, Мизенбах, Нижняя Австрия) — немецкий художник и график.

## Жизнь и творчество
Я. Гауэрман первоначально был резчиком по камню, затем учился 3 года в Высшей школе в Штутгарте. Будучи в дружеских отношениях с торговцем произведениями искусства в Штутгарте и Хайльбронне, Я. Гауэрман совершает с ним поездку по Швейцарии, во время которой делает многочисленные эскизы местных ландшафтов. Этого запаса художнику хватило на 6 лет творческой работы. Позднее однако, ввиду того, что торговое предприятие его друга разорилось, Я. Гауэрман занимается частным преподаванием.
В 1802 году он сопровождает австрийского графика Мартина фон Молитора в его творческой поездке по Тиролю. После возвращения в Вену Я. Гауэрман по созданным в Тироле эскизам создаёт серии работ, посвящённых как природе горных районов Австрии, так и жизни его обитателей. Эти произведения заинтересовали австрийского эрцгерцога Иоанна, который в 1811 году поручает художнику написать пейзажи наиболее красивых уголков Штирии. В 1818 году Я. Гауэрман становится в Вене камерным художником и живёт в австрийской столице вплоть до своей смерти. В его творческом наследии насчитывается относительно небольшое количество картин, написанных масляными красками; в то же время Я. Гауэрман был автором значительного числа акварелей.
Сыновья Я. Гауэрмана, Фридрих и Карл, были австрийскими художниками. В честь Я. Гауэрмана в 1870 году была названа одна из венских улиц (Gauermanngasse).

## Галерея

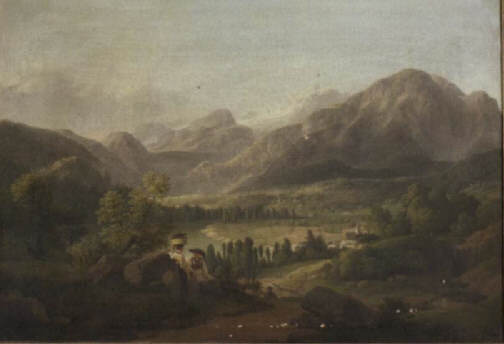
Пейзаж с озером Альтауссее в Зальцкаммергут (1826)
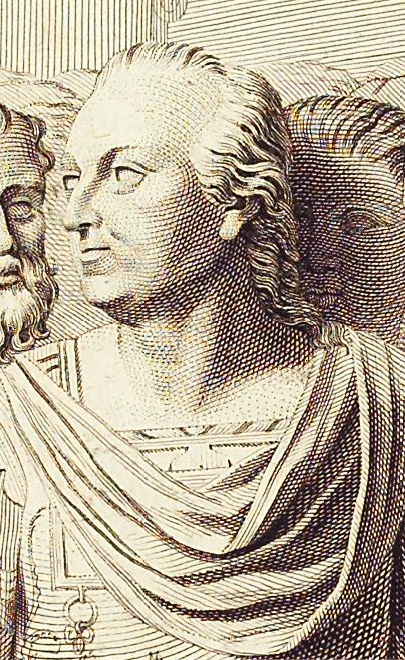
Портрет Фридриха Евгения, герцога Вюотембергского (1797)
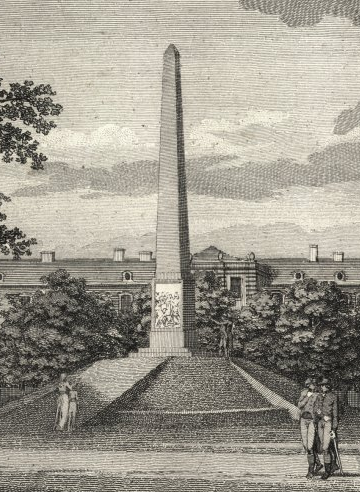
Памятник супружеской нежности в Штутгарте.